# Mononoke Hime
Mononoke Hime (もののけ姫, Mononoke-hime, bra: Princesa Mononoke; prt: A Princesa Mononoke) é um filme de animação japonês dirigido por Hayao Miyazaki e produzido pelo Studio Ghibli. A data de estreia no Japão foi em 12 de julho de 1997 e a estreia no restante do mundo aconteceu a partir de 1999.

## Sinopse
A aldeia de Ashitaka é invadida por um estranho demônio, e quem resolve enfrentá-lo é o corajoso príncipe. Ele luta com o bicho e consegue matá-lo, mas antes fica com o braço ferido e é contaminado por uma maldição. Ele irá se corroer pelo ódio até se tornar um demônio igual ao outro e morrer, a não ser que ele vá atrás da cura na floresta proibida. É aí que começa a jornada de Ashitaka, que vai enfrentar animais fantásticos, princesas amaldiçoadas e os mistérios da natureza. O príncipe vai conhecer também os homens que querem destruir a floresta e a pequena San, ou Princesa Mononoke.

## Produção
Custou cerca de US$ 20 milhões figurando como uma das animações mais caras já produzidas da história do cinema animado japonês para a época em que foi feito. Sendo praxe dos trabalhos de Miyazaki, o filme foi feito da maneira mais tradicional: à mão e utilizando a computação gráfica em menor quantidade.

## Recepção

### Bilheteria
Mononoke Hime foi um grande sucesso mundial arrecadando cerca de US$ 170 milhões, além de ter conseguido inúmeras críticas positivas. Foi o filme com a maior bilheteria da historia no Japão até a estreia de Titanic.

### Resposta da crítica
No site agregador de críticas Rotten Tomatoes, 93% das 116 resenhas dos críticos são positivas, com uma classificação média de 8,1/10. O consenso do site diz: "Com sua história épica e visuais de tirar o fôlego, Mononoke Hime é um marco no mundo da animação." O Metacritic, que usa uma média ponderada, atribuiu ao filme uma pontuação de 76 em 100, baseado em 29 críticos, indicando "aclamação universal".

## Premiações e indicações
| Ano  | Prémio                       | Categoria                          | Recipiente        | Resulto  |
| ---- | ---------------------------- | ---------------------------------- | ----------------- | -------- |
| 1997 | Prêmios de Cinema Mainichi   | Melhor Filme                       | Princesa Mononoke | Venceu   |
| 1997 | Prêmios de Cinema Mainichi   | Melhor Filme de Animação           | Princesa Mononoke | Venceu   |
| 1997 | Prêmios de Cinema Mainichi   | Escolha de Fãs de Filmes Japoneses | Princesa Mononoke | Venceu   |
| 1997 | Nikkan Sports Film Awards    | Melhor Diretor                     | Hayao Miyazaki    | Venceu   |
| 1997 | Nikkan Sports Film Awards    | Prémio Yūjirō Ishihara             | Princesa Mononoke | Venceu   |
| 1998 | Prémios da Academia do Japão | Melhor Filme do Ano                | Princesa Mononoke | Venceu   |
| 1998 | Premiação Fita Azul          | Prémio Especial                    | Princesa Mononoke | Venceu   |
| 1998 | Hochi Film Award             | Prémio Especial                    | Princesa Mononoke | Venceu   |
| 2000 | Prémios Annie                | Melhor Direção de Animação         | Hayao Miyazaki    | Indicado |
| 2000 | Prémios Golden Satellite     | Melhor Filme de Animação           | Princesa Mononoke | Indicado |
| 2001 | Prémio Saturno               | Melhor Lançamento Físico           | Princesa Mononoke | Venceu   |

Por tratar de temáticas ambientais, devido ao seu sucesso global e por ter como público alvo a população juvenil, a obra de Hayao Miyazaki foi estudada por pesquisadores com o objetivo de ser utilizada em escolas como um recurso pedagógico para tratar da importância do cuidado com o meio ambiente dentro da perspectiva crítica da Educação Ambiental.